# Allaine
De Allaine is een 58,2 kilometer lange rivier die ontspringt in Zwitserland en in Frankrijk uitmondt in de Doubs.
De bron van de Allaine ligt in de Zwitserse Jura bij de plaats Charmoille op een hoogte van 605 meter. Van daar meandert de rivier door een brede vallei tussen Miécourt en Alle. In die vallei monden verschillende kleine riviertjes uit in de Allaine. Bij Porrentruy stijgt het debiet van de rivier sterk door vier grote karstbronnen die de rivier voeden. Voorbij de Franse grens meandert de rivier opnieuw in een brede vallei. Daar monden de Batte (in de gemeente Delle) en de Covatte (in Joncherey) uit in de Allaine. Bij Morvillars op een hoogte van 330 meter vloeien de Allaine en de Bourbeuse samen om de Allan te vormen. Zijrivieren van deze Allan zijn de Savoureuse, de Lizaine en de Rupt. Deze benedenloop van de Allaine is ongeveer 18 km lang en mondt op 305 meter hoogte uit in de Doubs bij Voujeaucourt.